# Chlamyphractus dimartinoi
Chlamyphractus dimartinoi — викопний вид броненосців сучасної родини Chlamyphoridae, що існував в Південній Америці приблизно 9 млн років тому. Описаний у 2019 році.

## Етимологія
Родова назва Chlamyphractus з грецької перекладається як «броньований плащ» (тобто бронежилет). Назва виду C. dimartinoi вшановує аргентинського палеонтолога Вісенте Ді Мартіно.

## Рештки
Викопні рештки тварини знайдено в провінції Буенос-Айрес на північному сході Аргентини. Голотип, з якого описано вид, складається з 44 рухомих та 10 нерухомих остеодерм, трьох хребців, фрагмента щелепи з трьома молярами, кісток плечового пояса та передніх кінцівок.